# Yomigaeru Sora – Rescue Wings
Yomigaeru Sora - Rescue Wings (よみがえる空 -Rescue Wings-) est une série d'animation japonaise produite par le studio J.C. Staff et diffusée sur TV Tokyo en 2006. Une adaptation en film live a été produite en 2008.

## Synopsis
Le sous-lieutenant Uchida Kazuhiro, après avoir terminé sa formation de pilote de la force aérienne d'autodéfense japonaise (JASDF), avait souhaité intégrer une escadrille de chasse, mais est affecté au Komatsu Rescue Squadron (escadron de sauvetage aérien de Komatsu) nommé Rescue Wings. Après sa prise de fonction, qu'il prend avec un peu d'appréhension et de réticence, un tremblement de terre survient et fait énormément de victimes. Kazuhiro, comme tout l’escadron, est mobilisé pour secourir les civils en danger et c'est à ce moment-là qu'il prend conscience que le travail des escadrons de sauvetage vaut plus que ce qu'il avait imaginé.

## Personnages
Hasegawa Megumi (長谷川めぐみ)
Voix japonaise : Noto Mamiko
Hirata Kazuhiko (平田和彦)
Voix japonaise : Ii Atsushi
Hongo Shujiro (本郷修二郎)
Voix japonaise : Unshō Ishizuka
Kosaka Takashi (小坂隆)
Voix japonaise : Shimura Tomoyuki
Motomura (本村裕)
Voix japonaise : Shōzō Iizuka
Murakami Ryunosuke (村上龍之介)
Voix japonaise : Hoshino Mitsuaki
Nihonmatsu Daigo (二本松大悟)
Voix japonaise : Masaya Onosaka
Nishida Kazumi (西田一美)
Voix japonaise : Kasahara Rumi
Ogata (緒方)
Voix japonaise : Shinya Fukumatsu
Shaura Ryoko (社浦良子)
Voix japonaise : Ai Sato
Uchida Kazuhiro (内田一宏)
Voix japonaise : Miyazaki Issei
Uchida Misae (内田みさえ)
Voix japonaise : Takamura Hisae
Yumi (ゆみ)
Voix japonaise : Makiko Ōmoto

## Liste des épisodes
| No  | Titre en français            | Titre original           | Date de 1re diffusion |
| --- | ---------------------------- | ------------------------ | --------------------- |
| 1   | Pas de traduction officielle | はじめての仕事           | 8 janvier 2006        |
| 2   | Pas de traduction officielle | 困難な仕事               | 15 janvier 2006       |
| 3   | Pas de traduction officielle | 苦しい仕事               | 22 janvier 2006       |
| 4   | Pas de traduction officielle | 大切な人                 | 29 janvier 2006       |
| 5   | Pas de traduction officielle | 必要なこと               | 5 février 2006        |
| 6   | Pas de traduction officielle | Bright Side of Life 前編 | 12 février 2006       |
| 7   | Pas de traduction officielle | Bright Side of Life 後編 | 19 février 2006       |
| 8   | Pas de traduction officielle | 少年の旅路 前編          | 26 février 2006       |
| 9   | Pas de traduction officielle | 少年の旅路 後編          | 5 mars 2006           |
| 10  | Pas de traduction officielle | パーティー               | 12 mars 2006          |
| 11  | Pas de traduction officielle | ビバーク                 | 19 mars 2006          |
| 12  | Pas de traduction officielle | レスキュー               | 26 mars 2006          |
| OAV | Pas de traduction officielle | 最後の仕事               | 17 juin 2006          |

## Anecdote
- La base aérienne de Komatsu qui est visible dans l'anime existe vraiment. Elle se nomme Komatsu Air Base et possède aussi un escadron de sauvetage aérien, le Komatsu Air Rescue Squadron, qui utilise les mêmes aéronefs, c'est-à-dire des avions U-125A servant à effectuer des recherches depuis le ciel afin d'aider les UH-60J dans leurs recherches. Dans l'anime, l'U-125A porte l'indicatif Artemis et l'UH-60 J porte l'indicatif Helios-78. Cependant, une différence existe entre l'hélicoptère qui est utilisé dans l'anime et ceux utilisés en réalité : dans l'anime, l'UH-60 J est de couleurs blanche et jaune permettant de le rendre extrêmement visible mais quand l'anime est sorti, la JASDF avait déjà commencé à repeindre tous ses hélicoptères de sauvetage dans une couleur bleue foncé afin de les rendre moins visibles pour pouvoir les utiliser de façon plus discrète sur le champ de bataille.
- Le navire visible dans l'épisode 3 est un vrai navire de la force maritime d'autodéfense japonaise (JMSDF), il s'agit du navire-tête de la classe Haruna, le JDS Haruna qui a pour numéro de coque DDH-141.
- À la genèse du projet, le personnage d'Uchida Kazuhiro aurait dû être une femme.